# Saint Tropez (soap opera)
Saint Tropez è una soap opera francese dal titolo originale Sous le soleil (Sotto il sole). Il serial è stato creato da Olivier Brémond e Pascal Breton ed è prodotto dalla Marathon Productions.
Saint Tropez è composta da 14 stagioni con 480 puntate; la prima è stata trasmessa in Francia il 13 marzo 1996 da TF1, mentre in Italia è andata in onda su Rete 4 a partire dal 13 settembre 2004.

## Trama
Come suggerisce il titolo italiano, le vicende della soap si svolgono nella famosa ed elegante Costa Azzurra, precisamente a Saint-Tropez.
La storia segue le vite, gli amori e le attività professionali delle tre protagoniste Jessica, Laure e Caroline e dei loro rispettivi amici e familiari.
Laure è una ragazza sensibile e romantica che lavora come dottoressa nell'ospedale della città, Caroline è dotata di una grande forza di volontà che le consentirà di affermarsi sia come cantante di successo che come avvocato, mentre Jessica è una bella ragazza piena di interessi, bartender, modella, ballerina, la mamma ‘"chioccia" delle sue amiche, che spesso le confidano i loro problemi e le loro pene.

## Attori principali
- Tonya Kinzinger: (Jessica Lawry Mondino)
- Bénédicte Delmas: (Laure Olivier Lacroix)
- Adeline Blondieau: (Caroline Drancourt Calas)
- Christine Lemler: (Valentine Dulac)
- David Brécourt: (Baptiste Mondino)
- Frédéric Deban: (Grégory Lacroix)
- Romeo Sarfati: (Louis Lacroix)
- Stéphane Slima: (Alain Dulac)

## Stagioni
| Stagione                 | Episodi | Prima TV Francia | Prima TV Italia |
| ------------------------ | ------- | ---------------- | --------------- |
| Prima stagione           | 13      | 1996             | 2004            |
| Seconda stagione         | 26      | 1997             |                 |
| Terza stagione           | 26      | 1998             |                 |
| Quarta stagione          | 41      | 1998-1999        |                 |
| Quinta stagione          | 46      | 1999-2000        |                 |
| Sesta stagione           | 40      | 2000-2001        |                 |
| Settima stagione         | 42      | 2001-2002        |                 |
| Ottava stagione          | 40      | 2002-2003        |                 |
| Nona stagione            | 40      | 2003-2004        |                 |
| Decima stagione          | 46      | 2004-2005        |                 |
| Undicesima stagione      | 42      | 2006-2007        |                 |
| Dodicesima stagione      | 38      | 2007-2008        |                 |
| Tredicesima stagione     | 24      | 2008             |                 |
| Quattordicesima stagione | 16      | 2008             |                 |